# Os 3 Lá Embaixo
Os 3 Lá Embaixo no Brasil ou 3 Entre Nós: Contos de Arcadia em Portugal (em inglês: 3Below) é uma série de televisão estadunidense produzida pela DreamWorks Animation, sendo a segunda série da trilogia Contos da Arcadia, de Guillermo Del Toro.
A série foi anunciada em 12 de dezembro de 2017 pela Netflix e pela DreamWorks. Em 5 de outubro de 2018, a data de estréia foi anunciada e o primeiro teaser foi lançado. A primeira temporada de 13 episódios foi lançada em 21 de dezembro de 2018 na Netflix. A segunda temporada estreou em 12 de julho de 2019. Uma terceira e última série, intitulada Magos, está prevista para ser lançada em 5 de junho de 2020 no meio do ano arfima Guillermo del toro
.

## Sinopse
Dois irmãos extraterrestres da realeza, Princesa Aja e Príncipe Krel da Casa Tarron, seu animal de estimação chamado Luug, e seu guarda-costas, Varvatos Vex, fogem de Akiridion-5, seu planeta natal, e caem na Terra, especificamente na cidade de Arcadia Oaks. Lá, os alienígenas se ajustam à cultura humana e tentam consertar sua espaçonave (assim como restaurar seus pais quase mortos, o Rei Fialkov e a Rainha Coranda) para retornar e retomar Akiridion-5, que está sendo tomado por um ditador malvado conhecido como general Val Morando, que já enviou uma equipe de caçadores de recompensas intergalácticos, a Irmandade Zeron, para encontrar e capturar o príncipe e a princesa. Ao mesmo tempo, uma nobre protetora de Akiridion-5, chamada Zadra, vai investigar uma maneira de parar Morando e encontrar o esconderijo de Aja e Krel.

## Elenco
- Tatiana Maslany como a princesa Aja Tarron e a rainha Coranda.
- Diego Luna como o príncipe Krel Tarron.
- Nick Offerman como comandante Varvatos Vex.
- Glenn Close como Nave Mãe.
- Frank Welker como Luug.
- Alon Aboutboul como General Val Morando.
- Uzo Aduba como coronel Kubritz.
- Oscar Nuñez como sargento Costas.
- Andy Garcia como o rei Fialkov.
- Tom Kenny como Pai blank.
- Cheryl Hines como Mãe blank.
- Nick Frost como Stuart.
- Ann Dowd como Zeron Omega.
- Hayley Atwell como Zadra.
- Jennifer Hale como Izita.
- Chris Obi como Loth Saborian.
- Danny Trejo como Tronos.
- Cole Sand como Eli Pepperjack.
- Steven Yeun como Steve Palchuk.
- Charlie Saxton como Tobias "Toby" Domzalski.
- Fred Tatasciore como Aarghaumont "AAARRRGGHH !!!", Magmatron.
- Emile Hirsch como James "Jim" Lake Jr. / Trollhunter.
- Lexi Medrano como Claire Nuñez.
- Kelsey Grammer como Blinky "Blinky" Galadrigal.

Aja e Krel também apareceram nos episódios de Caçadores de trolls "In Good Hands" e "The Eternal Knight Pt. 1".

## Episódios
| Temporada | Episódios | Episódios | Estréia                |
| --------- | --------- | --------- | ---------------------- |
| 1         | 13        | 13        | 21 de dezembro de 2018 |
| 2         | 13        | 13        | 12 de julho de 2019    |